# 欧洲百大专辑榜
欧洲百大专辑榜（英語：European Top 100 Albums）是欧洲对Billboard 200专辑排行榜的改编。它从1984年3月开始，一直持续到2010年12月结束。该排行榜也通常被称为欧洲百大专辑排行榜，它根据IFPI数据展示了某位艺人在19个欧洲国家的销量。

## 历史发展
该排行榜由“Music & Media”主编。1985年，Billboard成为Music & Media的财务合作伙伴，后来拥有了该杂志。当“Music & Media”于2003年8月停刊时，公告牌继续汇编欧洲百大专辑排行榜。

## 规则
欧洲百强专辑榜综合了新旧专辑的销量（零售和数字）。其计算方法不同于美国Billboard 200强专辑榜，在美国，只有发行未满18个月的专辑才允许上榜。如果一张发行时间超过18个月的专辑在跌出第100名之后，销量足以进入200强专辑榜，那么它将在美国Billboard专辑榜上上榜。后来，Billboard 审查了标准，决定旧专辑也可以进入200强专辑榜，因为它应该能反映出专辑的销量。

## 更新
排行榜更新和发行日期遵循Billboard 200的规则：销售跟踪周于周一开始，于周日结束。新排行榜于下周四发布，发行日期为下周六。

## 榜单历史成绩
首张欧洲排行榜冠军专辑是迈克尔·杰克逊的Thriller。最后一次排行榜于2010年12月11 日发布，当时Billboard刚刚宣布关闭伦敦办事处并解雇英国员工。保持第一名时间最长的专辑是麥当娜的True Blue，长达34周。排行榜上最后一张排名第一的专辑是Take That的Progress。